# Логическая вероятность
Логическая вероятность — логическое отношение между двумя предложениями, степень подтверждения гипотезы H свидетельством E.
Понятие логической вероятности является одной из интерпретаций понятия вероятности наряду с частотной вероятностью и субъективной вероятностью. Формально логическая вероятность является функцией предложений какого-либо языка. Аналитическим предложениям (тавтологиям) приписывается единичное значение этой функции; противоречиям — нулевое; синтетическим предложениям — любое действительное число из интервала (0, 1). Конкретные значения логической вероятности для каждого её синтетического аргумента H зависят от другого предложения E, которое можно интерпретировать как описание знаний некоторого субъекта. По этой причине логическую вероятность называют эпистемологической (зависящей от знаний) вероятностью. В некотором смысле её также можно трактовать и как разновидность субъективной вероятности. Однако значения логической вероятности однозначно определяются заданной системой знаний и, в этом смысле, имеют объективный характер. В научной литературе принято различать логическую и субъективную вероятности.
Поскольку предложения языка описывают некоторые события или состояния, то логическую вероятность также можно рассматривать как функцию этих событий или состояний.

## История
Понятие логической вероятности возникло и развивалось в работах Кейнса, Джонсона и Джеффри. Наиболее систематическое изучение данного понятия было проведено Карнапом. Его формулирование логической вероятности началась с конструирования формального языка. В 1950 году он рассмотрел класс очень простых языков, состоящих из конечного числа логически независимых одноместных предикатов, именуемых свойствами, и счетного количества констант. Для получения более сложных предложений использовались логические связки. Далее Карнап составил описания всех возможных состояний универсума.
Рассмотрим следующий пример, взятый из работы. Пусть формальный язык содержит три индивидуальные константы a, b, c и предикат F. Для определенности примем, что константы обозначают конкретных людей: Алису, Боба и Цезаря, а предикату соответствует свойство: «быть молодым». Существуют восемь возможных описаний состояний для этого случая, которые представлены в табл. 1.
Таблица 1
| N | Описания состояний                                      | Вероятности 1                  | Вероятности 2                   |
| 1 | {\displaystyle F(a)\land F(b)\land F(c)}                | {\displaystyle {\frac {1}{8}}} | {\displaystyle {\frac {1}{4}}}  |
| 2 | {\displaystyle F(a)\land F(b)\land \neg F(c)}           | {\displaystyle {\frac {1}{8}}} | {\displaystyle {\frac {1}{12}}} |
| 3 | {\displaystyle F(a)\land \neg F(b)\land F(c)}           | {\displaystyle {\frac {1}{8}}} | {\displaystyle {\frac {1}{12}}} |
| 4 | {\displaystyle F(a)\land \neg F(b)\land \neg F(c)}      | {\displaystyle {\frac {1}{8}}} | {\displaystyle {\frac {1}{12}}} |
| 5 | {\displaystyle \neg F(a)\land F(b)\land F(c)}           | {\displaystyle {\frac {1}{8}}} | {\displaystyle {\frac {1}{12}}} |
| 6 | {\displaystyle \neg F(a)\land F(b)\land \neg F(c)}      | {\displaystyle {\frac {1}{8}}} | {\displaystyle {\frac {1}{12}}} |
| 7 | {\displaystyle \neg F(a)\land \neg F(b)\land F(c)}      | {\displaystyle {\frac {1}{8}}} | {\displaystyle {\frac {1}{12}}} |
| 8 | {\displaystyle \neg F(a)\land \neg F(b)\land \neg F(c)} | {\displaystyle {\frac {1}{8}}} | {\displaystyle {\frac {1}{4}}}  |

Символ «{\displaystyle \land }» обозначает логическую связку «И», а символ «{\displaystyle \neg }» — логическую связку «НЕ». Первое предложение можно прочитать следующим образом: «Алиса, Боб и Цезарь — все молодые», второе — «Алиса и Боб — молодые, а Цезарь — нет», третье «Алиса и Цезарь — молодые, а Боб — нет» и т. д.
Карнап обозначал абсолютную логическую вероятность предложения A символом m(A). Её значение определяется как сумма вероятностей состояний, в которых предложение A является истинным. Предположим, что субъект не располагает фактическими знаниями и априори считает, что все состояния универсума одинаково вероятны. Тогда значения абсолютных логических вероятностей каждого состояния равны 1/8 (см. табл. 1). Следовательно, вероятности атомарных предложений равны 1/2, вероятность конъюнкции двух атомарных предложений — 1/4, вероятность дизъюнкции двух атомарных предложений — 3/4.
Карнап определяет функцию подтверждения c(H, E) предложения H предложением E следующим образом:
{\displaystyle c(H,E)={\frac {m(H\land E)}{m(E)}}}.
С точки зрения обычной теории вероятностей функция подтверждения является условной вероятностью. Когда описания состояний универсума равновероятны, как в данном случае, мы не можем использовать полученный опыт для предсказания дальнейших событий. Например, функция подтверждения гипотезы "Цезарь молодой" при отсутствии всякого свидетельства, при наличии свидетельства "Алиса молодая" и при наличии свидетельства "Алиса молодая и Боб молодой" принимает одинаковое значение, равное 1/2.
Карнапа интересовал вопрос индуктивного вывода. Он считал, что индуктивная логика — это вероятностная логика, и новые свидетельства в пользу гипотезы должны увеличивать степень её подтверждения. В попытке согласовать свою модель с ожидаемыми результатами он обратился к структурным описаниям, которые можно получить, если все константы в языке считать неразличимыми (взаимозаменяемыми). В нашем примере имеем четыре структурных описания.
1). «три молодых человека»,
2). «два молодых человека и один старый»,
3). «один молодой и два старых»,
4). «трое стариков».
Первому структурному описанию соответствует состояние 1 (см. табл. 1); второму — состояния 2, 3 и 5; третьему — состояния 4, 6, 7; четвертому — состояние 8. Каждому структурному описанию назначают одинаковое значение вероятности (равное 1/4 в нашем примере). Поскольку второму структурному описанию соответствуют три описания состояний 2, 3 и 5, то значения вероятностей этих состояний будут в три раза меньше значения вероятности структурного описания (то есть 1/12). Такие же значения вероятностей будут иметь и состояния 4, 6 и 7. Теперь имеем новое распределение вероятностей состояний, в котором значения вероятностей различаются (см. последний столбец табл. 1).
Для этого случая Карнап использует специальные обозначения логических функций m* и c*. Их численные значения для разных предложений языка в общем случае отличаются от значений функций m и c. Теперь появляется возможность обучения на опыте. Предположим, мы идем по улице. Значение функции подтверждения c* гипотезы "нам встретится молодой человек" при отсутствии всякого свидетельства равно 1/2. После того как мы увидели молодую девушку (Алису), оно повысится до величины 2/3. А после новой встречи с молодым человеком (Бобом) увеличивается до величины 3/4. Наши наблюдения могут наводить на мысль, что где-то поблизости расположен университет и студенты спешат на занятия. Поэтому нам и встречаются одни только молодые люди.
Необходимо заметить, что значения логической вероятности зависят от свидетельства (то есть от предложения), а не от фактов реального мира. Гипотеза «Цезарь окажется молодым» в отношении свидетельства «Алиса оказалась молодой и Боб тоже оказался молодым» имеет вероятность 3/4, независимо от того, видели ли мы Алису и Боба в реальной жизни или только вообразили себе их.
Обратимся к другому примеру. Допустим, некий человек увидел однажды черную ворону и ожидает, что и следующая увиденная им ворона окажется черной. Если это подтвердилось, то ожидания снова встретить ворону черного цвета у него будут выше, чем прежде. Впрочем, это не значит, что ситуация не может измениться (бывают ведь и белые вороны). Европейцы привыкли видеть белых лебедей и были несказанно удивлены (и очарованы), когда в Австралии обнаружили черного лебедя.
Предположим, что мы встретили юную девушку Алису, а затем немолодого Боба (возможно, что это профессор нашего гипотетического университета). Какова вероятность того, что в дальнейшем нам встретится молодой Цезарь? Говоря формальным языком, нам нужно найти значение функции подтверждения c* для этого случая. Оно будет равно 1/2. Вполне ожидаемый результат. Любопытно, что при новом распределении вероятностей состояний универсума атомарные предложения начинают зависеть друг от друга. Однако это уже не логическая, а физическая зависимость. Изменения в распределении вероятностей состояний приводят к получению новой информации (изменению знаний субъекта). В нашем случае — это представление о взаимозаменяемости индивидуальных констант. Другой пример: предложения «идет дождь» и «земля мокрая» являются логически независимыми. Однако физически они зависят друг от друга, это можно проверить опытным путём.

## Классификация логических вероятностей
Согласно Карнапу, логические вероятности делятся на два класса: дедуктивные и индуктивные. Дедуктивными являются функции m и c. Примером индуктивных вероятностей могут служить функции m* и c*. Последние имеют особое значение, поскольку с их помощью можно построить логику индуктивного вывода).

## Правило последовательности
Задолго до Карнапа Лаплас вывел формулу, позволяющую рассчитывать предсказывающую (индуктивную) вероятность. Рассмотрим последовательность случайных исходов некоторого эксперимента, каждый принимает одно значение из двух возможных: либо 1, либо 0 (единица означает успех, а ноль — неудачу). Пусть E обозначает предложение «в n испытаниях было k успехов», а H обозначает предложение «следующее испытание закончится успехом». Тогда вероятность того, что следующее испытание завершится успехом, равна:
{\displaystyle P(H\mid E)={\frac {k+1}{n+2}}},
Это знаменитое правило последовательности Лапласа.
Вернемся к нашему примеру. Пусть успех эксперимента заключается в том, что, двигаясь по улице, мы встречаем молодого человека, а неуспех — в том, что встречаем немолодого. Пока мы никого не встретили, {\displaystyle n=0} и {\displaystyle k=0}. Поэтому {\displaystyle P(H\mid E)={\frac {1}{2}}}. После встречи с Алисой ({\displaystyle n=1}), которая является юной девушкой ({\displaystyle k=1}), предсказывающая вероятность увеличивается {\displaystyle P(H\mid E)={\frac {2}{3}}}. А после встречи с Бобом ({\displaystyle n=2}), который также имеет юный возраст ({\displaystyle k=2}), она еще более увеличивается {\displaystyle P(H\mid E)={\frac {3}{4}}}.
Карнап пошел дальше Лапласа. Он обобщил его формулу на случай {\displaystyle t} исходов ({\displaystyle t>2}) различных типов. Пусть в результате {\displaystyle n} испытаний {\displaystyle n_{i}} из них закончились исходом {\displaystyle i}-го типа. Тогда вероятность того, что следующее {\displaystyle n+1} испытание завершится исходом {\displaystyle i}-го типа, равна:
{\displaystyle P(H\mid E)={\frac {n_{i}+1}{n+t}}}
В дальнейшем Карнап получил еще более общую формулу.

## Континуум Джонсона — Карнапа
Ранний Карнап излагал свою теорию скорее как философ, а не как математик. Позднее стиль его работ изменился, он стал использовать аксиомы и формальные доказательства. Современный подход к определению индуктивной вероятности заключается в следующем. Индуктивная вероятность рассматривается в виде {\displaystyle P(A\mid B\land K)}, где предложения {\displaystyle A} и {\displaystyle B} входят в некоторую алгебру предложений, а {\displaystyle K} является фиксированным предложением, называемом «фоновым свидетельством».
В нашем примере предложениями алгебры являются атомарные предложения {\displaystyle F(a)}, {\displaystyle F(b)} и {\displaystyle F(c)} и их отрицания, а также молекулярные предложения, составленные из данных атомов с помощью логических связок. Фоновым свидетельством является утверждение о том, что все структурные описания имеют одинаковые вероятности. Предположим, что алгебра содержит предложения {\displaystyle A}, {\displaystyle B}, {\displaystyle C} и {\displaystyle D}. Следующие пять аксиом гарантируют, что {\displaystyle P(A\mid B\land K)} удовлетворяет законам вероятности.
Аксиома 1. {\displaystyle P(A\mid B)\geq 0}.
Аксиома 2. {\displaystyle P(A\mid A)=1}.
Аксиома 3. {\displaystyle P(A\mid B)+P(\neg A\mid B)=1}.
Аксиома 4. {\displaystyle P(A\land B\mid C)=P(A\mid C)P(B\mid A\land C)}.
Аксиома 5. Если {\displaystyle A\land K\equiv C\land K} и {\displaystyle B\land K\equiv D\land K}, то {\displaystyle P(A\mid B)=P(C\mid D)}.
Здесь символ «{\displaystyle \equiv }» означает логическую эквивалентность. К этим пяти аксиомам следует добавить еще четыре аксиомы Карнапа.
Аксиома 6. (Регулярности) {\displaystyle P(B)>0}.
Аксиома 7. (Симметрии) {\displaystyle P(B)} не изменяется при перестановке индивидуальных констант.
Аксиома 8. (Текущей релевантности (англ. instantial relevance)) {\displaystyle P(H\mid E_{2})>P(H\mid E_{1})}, где свидетельство {\displaystyle E_{2}} содержит всю информацию, которая содержится в {\displaystyle E_{1}}, плюс новые подтверждения гипотезы {\displaystyle H}.
Аксиома 9. (Постулат достаточности) Индуктивная вероятность является функцией {\displaystyle n_{i}} и {\displaystyle n}.
На основании этих аксиом Карнап доказал следующую теорему. Если имеется {\displaystyle t>2} различных исходов испытаний, то существуют положительные действительные константы {\displaystyle \alpha _{1}} ,…, {\displaystyle \alpha _{t}}, такие что
{\displaystyle P(H\mid E)={\frac {n_{i}+\alpha _{i}}{n+\alpha }}}
где {\displaystyle {\alpha }=\sum _{i=1}^{t}\alpha _{i}}.
Позднее выяснилось, что задолго до Карнапа этот результат был получен Джонсоном, однако вследствие его ранней смерти оказался неизвестен широкой научной общественности. Полученную формулу можно представить в виде:
{\displaystyle P(H\mid E)=({\frac {n}{n+\alpha }})[{\frac {n_{i}}{n}}]+({\frac {\alpha }{n+\alpha }})[{\frac {\alpha _{i}}{\alpha }}]}
Выражения в квадратных скобках имеют очевидную интерпретацию. Первое {\displaystyle {\frac {n_{i}}{n}}} представляет собой эмпирическую частоту, а второе {\displaystyle {\frac {\alpha _{i}}{\alpha }}} — априорную вероятность исхода {\displaystyle i}-го типа, полученную на основе анализа пространства возможных состояний. Выражения в круглых скобках — это относительные веса, которыми представлены эмпирические наблюдения и априорная информация в значении логической вероятности. При фиксированном {\displaystyle n}, чем больше {\displaystyle \alpha }, тем большую роль играет априорная информация (и наоборот). При малых {\displaystyle n}, когда выборка наблюдений является недостаточно представительной, логично отдавать предпочтение априорной вероятности; при большом числе наблюдений, напротив — эмпирической частоте. При {\displaystyle n\to \infty } значение индуктивной вероятности асимптотически стремится к значению частотной (независимо от конечной величины {\displaystyle \alpha }).

## Универсальное обобщение
Пусть объектом наблюдения являются {\displaystyle n} ворон, и все они оказались черными ({\displaystyle n_{i}=n}). На основании данного опыта можно выдвинуть гипотезу о том, что вороны — черные вообще. Какова вероятность такого утверждения? На этот вопрос теория Джонсона — Карнапа дает парадоксальный ответ — она равна нулю.
Сэнди Забелл решил этот парадокс, заменив постулат достаточности новым постулатом. Пусть {\displaystyle T} означает число исходов разных типов, наблюдаемых в серии из {\displaystyle n} опытов. Новый постулат формулируется так: для всех {\displaystyle n\geq 1} предсказывающая вероятность {\displaystyle P(H\mid E)} является функцией {\displaystyle n_{i}} и {\displaystyle n}, за исключением случаев, когда {\displaystyle n_{i}=0} и {\displaystyle T=1}. В результате Забелл получил следующие формулы для индуктивной вероятности:
{\displaystyle P(H\mid E)={\frac {n_{i}+\alpha _{i}}{n+\alpha }}} для {\displaystyle T>1},
{\displaystyle P(H\mid E)=\varepsilon _{i}^{(n)}+(1-\varepsilon _{i}^{(n)}){\frac {n_{i}+\alpha _{i}}{n+\alpha }}} для {\displaystyle T=1} и {\displaystyle n_{i}=n}.
{\displaystyle P(H\mid E)=(1-\varepsilon _{j}^{(n)}){\frac {\alpha _{i}}{n+\alpha }}} для {\displaystyle T=1}, {\displaystyle n_{i}=0} и {\displaystyle n_{j}=n}.
где {\displaystyle \varepsilon _{i}^{(n)}={\frac {\varepsilon _{i}}{\varepsilon _{i}+(1-\varepsilon )\prod _{j=0}^{n-1}({\frac {j+\alpha _{i}}{j+\alpha }})}}},
{\displaystyle 0\leq \varepsilon _{i}<1},
{\displaystyle {\varepsilon }=\sum _{i=1}^{t}\varepsilon _{i}<1}.
Здесь {\displaystyle \varepsilon _{i}} — априорная и {\displaystyle \varepsilon _{i}^{(n)}} — апостериорная вероятности того, что исход {\displaystyle i}-го типа в данном эксперименте будет наблюдаться всегда.

## Место логической вероятности в ряду вероятностей других типов
Согласно классическому определению, вероятность есть отношение числа избранных исходов некоторого эксперимента к числу всех мыслимых его исходов. При этом все они полагаются равновозможными. Как известно , критика недостатков этого определения привела к появлению понятия частотной вероятности. Логические теории возвращают нас к идее о том, что вероятность может быть определена априори путём исследования пространства возможностей, хотя теперь возможности могут быть заданы и с неравным весом.
Логическая вероятность имеет отношение к доступному свидетельству и не зависит от неизвестных фактов о мире, а частотная — является фактом о мире и не имеет отношения к доступному свидетельству. Тем не менее, различие между этими вероятностями достаточно тонкое. Например, если известно, что при бросании игральной кости величина частотной вероятности выпадения шестерки равна q=0,18, то логическая вероятность гипотезы «выпадет шестерка» относительно свидетельства «брошена кость с заданной q» равна 0,18.
Существует мнение, что если знания субъекта можно представить в виде некого сложного предложения (total evidence), то логическая вероятность способна служить разумным обоснованием субъективной вероятности. Однако в работе утверждается, что, субъективная вероятность — это смесь мистики, прагматизма и высокомерия, в которой лишь немного индуктивной вероятности.